# Generic placement
Generic placement (lokowanie kategorii produktu) – jedno z narzędzi marketingowych służące promocji produktów i usług, polegające na promowaniu kategorii produktów (np. aut, gum do żucia) w filmie lub programie telewizyjnym w celu zwiększenia popytu na daną kategorię produktów. Jest odmianą product placement, ale w odróżnieniu od tej drugiej metody jest stosowany, gdy reklamodawca ma dominującą pozycję na rynku lub gdy jest efektem porozumienia między kilkoma producentami produktów danej kategorii.